# Џигме Тинли
Џигме Јосер Тинли (џонгкански: འཇིགས་མེད་འོད་ཟེར་འཕྲིན་ལས་; рођен 1952) је председник владе Бутана. На овој функцији се налази од 9. априла 2008. а претходно је обављао исту функцију од 1998. до 1999. и од 2003. до 2004. године. Налази се на челу Партије мира и напретка.